# Nani Roma
Joan „Nani” Roma Cararach (ur. 17 lutego 1972 w Folgarolas w Prowincji Barcelona) – hiszpański motocyklista i kierowca rajdowy. Uczestnik i dwukrotny zwycięzca Rajdu Dakar (2004, 2014). Od 2005 roku startuje w kategorii samochodów. Jest również wielokrotnym uczestnikiem i zwycięzcą rajdów terenowych zarówno w kategorii motocykli jak i samochodów. W Rajdzie Dakar debiutował w 1996 roku.

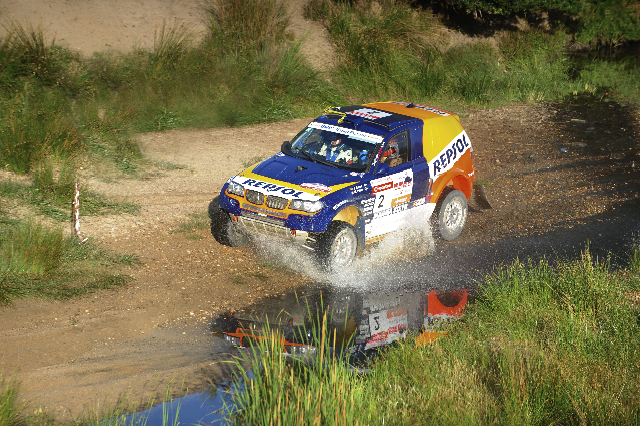
Nani Roma na BMW X3 CC podczas Baja España-Aragón 2009

## Największe osiągnięcia
- 1993 – 3. miejsce w International Six Days Enduro
- 1994 – Mistrz Europy Enduro (seniorzy)
- 1997 – Mistrz Hiszpanii w wyścigach Enduro
- 1999 – 2. miejsce w Rajdzie Dubaju
- 2002 – 1. miejsce w Baja Spain-Aragon Rally w kat. motocykli
- 2004 – 1. miejsce w Rajdzie Dakar
- 2004 – 2. miejsce w Rajdzie Sardynii
- 2012 – 2. miejsce w Radzie Dakar
- 2014 – 1. miejsce w Rajdzie Dakar
- 2019 – 2. miejsce w Rajdzie Dakar

## Starty w Rajdzie Dakar
| Rok  | Kategoria | Pojazd                   | Wynik | Uwagi                                |
| ---- | --------- | ------------------------ | ----- | ------------------------------------ |
| 1996 | motocykle |                          | NU    |                                      |
| 1998 | motocykle | KTM                      | NU    | wygrał 1 etap                        |
| 1999 | motocykle | KTM                      | NU    | wygrał 1 etap, odpadł na 5. etapie   |
| 2000 | motocykle | KTM                      | 17    | wygrał 4 etapy                       |
| 2001 | motocykle | BMW                      | NU    | wygrał 2 etapy, odpadł na 10. etapie |
| 2002 | motocykle | KTM                      | NU    | wygrał 1 etap, odpadł na 14. etapie  |
| 2003 | motocykle | KTM                      | NU    | wygrał 1 etap, odpadł na 9. etapie   |
| 2004 | motocykle | KTM LC4 660 Rally        |       | wygrał 2 etapy                       |
| 2005 | samochody | Mitsubishi Pajero        | 6     |                                      |
| 2006 | samochody | Mitsubishi Pajero        |       |                                      |
| 2007 | samochody | Mitsubishi Pajero        | 13    |                                      |
| 2009 | samochody | Mitsubishi Racing Lancer | 10    | wygrał 1 etap                        |
| 2010 | samochody | BMW X3 CC                | NU    | wygrał 1 etap, odpadł na 3. etapie   |
| 2011 | samochody | Nissan Navara            | NU    | odpadł na 9. etapie                  |
| 2012 | samochody | Mini All4 Racing         |       | wygrał 3 etapy                       |
| 2013 | samochody | Mini All4 Racing         | 4     | wygrał 4 etapy                       |
| 2014 | samochody | Mini All4 Racing         |       | wygrał 2 etapy                       |
| 2015 | samochody | Mini All4 Racing         | NU    | wygrał 1 etap                        |
| 2016 | samochody | Mini All4 Racing         | 6     |                                      |
| 2017 | samochody | Toyota                   | 4     |                                      |
| 2018 | samochody | Mini All4 Racing         | NU    |                                      |
| 2019 | samochody | Mini All4 Racing         |       |                                      |